# Szkoła Podoficerska Sił Powietrznych w Dęblinie
Szkoła Podoficerska Sił Powietrznych w Dęblinie (SPSP) – szkoła wojskowa w Dęblinie kształcąca podoficerów na potrzeby Sił Powietrznych Rzeczypospolitej Polskiej.

## Formowanie
Szkoła powstała na podstawie rozporządzenia ministra Obrony Narodowej z dnia 8 marca 2004 w sprawie utworzenia szkół podoficerskich. Została rozlokowana w Dęblinie przy ul. Szkoły Podchorążych Lotnictwa 5 na terenie Lotniczej Akademii Wojskowej. Szkoła rozpoczęła działalność 1 lipca 2004 podejmując szkolenie kadry dowódczo-technicznej oraz techniczno-eksploatacyjnej różnych specjalności dla potrzeb Sił Powietrznych RP. Strukturalnie szkoła jest  bezpośrednio podporządkowana dowódcy Sił Powietrznych.

## Profil kształcenia
Szkoła kształci elewów w profilu: 
- inżynieryjno-lotniczym,
- ruchu lotniczego,
- radionawigacyjnym.

W dniu 1 stycznia 2011 roku przejęła kształcenie z rozformowanej Szkoły Podoficerskiej Sił Powietrznych w Koszalinie.

Insygnia
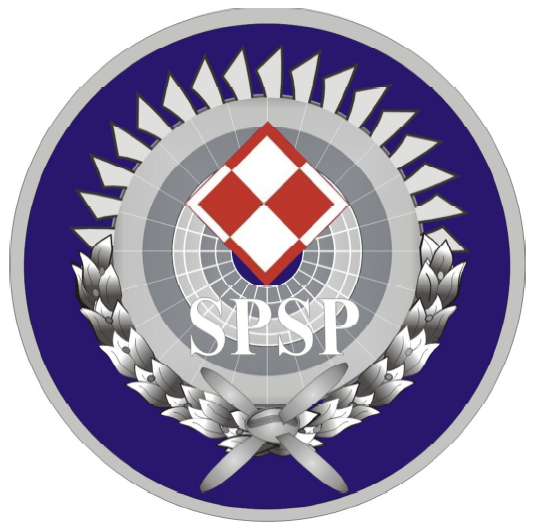
Odznaka pamiątkowa
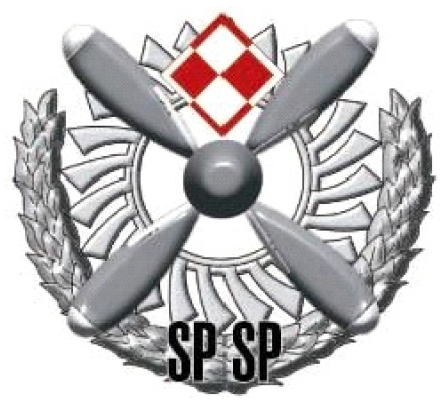
Odznaka absolwenta
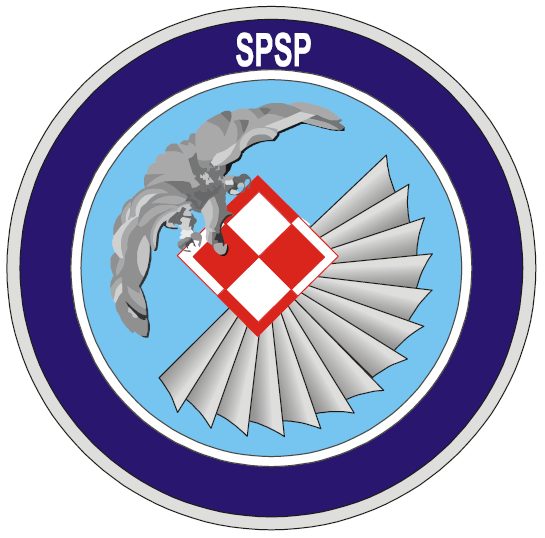
Oznaka rozpoznawcza na mundur wyjściowy
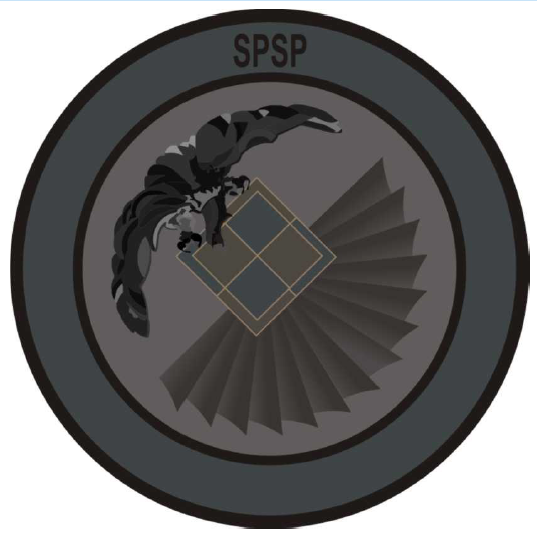
Oznaka rozpoznawcza na mundur polowy

## Podporządkowanie
- Dowództwo Sił Powietrznych – 1 lipca 2004 - 31 grudnia 2010
- Centrum Szkolenia Inżynieryjno-Lotniczego – od 1 stycznia 2011